# Défoule sentimentale
Albums de Alain Souchon
C'est déjà ça
(1993) Au ras des pâquerettes
(1999)
Défoule sentimentale est le quatrième album live d'Alain Souchon sorti en 1995.
L'album s'est vendu à plus de 200 000 exemplaires en France, où il est certifié double disque d'or. Il obtient en 1996 le prix de meilleur album de l'année lors de la 11e cérémonie des Victoires de la musique.

## Titres
| 1.  | Chanter c'est lancer des balles | 3:15 |
| 2.  | Manivelle                       | 2:46 |
| 3.  | Frenchy bébé blues              | 3:11 |
| 4.  | Les Regrets                     | 3:40 |
| 5.  | Les Bergères                    | 2:23 |
| 6.  | Ultra moderne solitude          | 4:05 |
| 7.  | Les Cadors                      | 4:31 |
| 8.  | Courrier                        | 2:53 |
| 9.  | Rame                            | 4:48 |
| 10. | Arlette                         | 4:42 |
| 11. | Lettre aux dames                | 1:56 |
| 12. | Les Écureuils                   | 4:50 |
| 13. | Somerset Maugham                | 3:22 |
| 14. | C'est déjà ça                   | 3:56 |
| 15. | On s'aime pas                   | 4:04 |
| 16. | Le Fils pape                    | 1:52 |
| 17. | Le Fil                          | 4:20 |

| 1.  | Sans queue ni tête                                   | 3:53 |
| 2.  | Allô maman bobo                                      | 3:47 |
| 3.  | Le Bagad de Lann-Bihoué                              | 5:42 |
| 4.  | Quand j'serai K.O.                                   | 3:22 |
| 5.  | Sous les jupes des filles                            | 4:49 |
| 6.  | L'Amour à la machine                                 | 3:24 |
| 7.  | La Ballade de Jim                                    | 4:31 |
| 8.  | Foule sentimentale                                   | 5:08 |
| 9.  | Medley: J'ai dix ans - Poulaillers' Song - On avance | 2:41 |
| 10. | Bidon                                                | 2:50 |
| 11. | Jamais content                                       | 4:00 |
| 12. | Les Filles électriques                               | 2:10 |

## Musiciens
- Basse : Guy Delacroix
- Batterie : Laurent Faucheux
- Guitares : Manu Vergeade, Michel-Yves Kochmann
- Claviers : Jean-Yves Bikialo, Gilles Erhart
- Percussions, guitares additionnelles : Jacques Mercier

## Classements
| Pays                | Meilleure position |
| ------------------- | ------------------ |
| France              | 8                  |
| Belgique (Wallonie) | 9                  |